# طواف سان سيباستيان 2009
طواف سان سيباستيان 2009 (بالإنجليزية: 2009 Clásica de San Sebastián) هو سباق دراجات هوائية أقيم بتاريخ 1 أغسطس 2009، تكون السباق من مرحلة واحدة وامتدّ لمسافة 237 كم بسرعة 42.02 كم/س، استغرق السباق 5 ساعة 37 دقيقة 00 ثانية. فاز به الإسباني كارلوس باريدو وحلّ ثانيا التشيكي رومان كريوزيجير.

## الترتيب
| م                     | الدرّاج          | البلد   | الزمن                    |
| --------------------- | --------------- | ------- | ------------------------ |
| الفائز بالترتيب العام | كارلوس باريدو   | إسبانيا | 5 ساعة 37 دقيقة 00 ثانية |
| الثاني                | رومان كريوزيجير | التشيك  |                          |
| الثالث                | ميكايل ديلاج    | فرنسا   |                          |